# New Columbus
New Columbus es un borough del condado de Luzerne, Pensilvania, Estados Unidos. Tiene una población estimada, a mediados de 2022, de 224 habitantes.

## Geografía
Está ubicado en las coordenadas 41°10′24″N 76°17′13″O / 41.17333, -76.28694 (41.173197, -76.286815).

## Demografía
Según el censo de 2000, en ese momento los ingresos medios de los hogares eran de $38,594 y los ingresos medios de las familias eran de $39,844. Los hombres tenían ingresos medios por $31,250 frente a los $21,071 que percibían las mujeres. Los ingresos per cápita eran de $15,981. Alrededor del 2.7% de la población estaba por debajo de la línea de pobreza.
De acuerdo con la estimación 2017-2021 de la Oficina del Censo, los ingresos medios de los hogares son de $33,077 y los ingresos medios de las familias son de $33,977. Alrededor del 16.9% de la población está por debajo de la línea de pobreza.